# Steven M. Greer
Steven Macon Greer, född 28 juni 1955, är en amerikansk ufolog och pensionerad traumakirurg som grundade Center for the Study of Extraterrestrial Intelligence (CSETI) och Disclosure Project, som försöker avslöja information om UFO:n som påstås hemlighållas av amerikanska myndigheter.

## Tidigt liv
Greer föddes i Charlotte, North Carolina 1955. Han påstår sig ha sett ett oidentifierat flygande objekt på nära håll när han var omkring åtta år gammal, vilket väckte hans intresse för ufologi.
Greer utbildade sig till lärare i transcendental meditation och verkade som chef för en meditationsorganisationen. Han har tagit en Bachelor of science-examen i biologi vid Appalachian State University 1982 och en examen som medicine doktor från James H. Quillen College of Medicine i East Tennessee State University 1987. Han deltog i MAHEC University of North Carolina där han avslutade sin praktik 1988 och fick sin medicinska licens i Virginia 1989. Det året blev han medlem i Alpha Omega Alpha Honor Medical Society.

## Karriär
År 1990 grundade Greer Center for the Study of Extra-Terrestrial Intelligence (CSETI) för att skapa ett diplomatiskt och forskningsbaserat initiativ för att kontakta utomjordiska civilisationer. De officiella uttalandena om dess avsikter inkluderade också en ny kategori utomjordiska möten, nämligen CE-5 eller ”nära möten av femte slaget”. Detta definierades av Greer som mänskligt initierad kontakt och/eller kommunikation med utomjordiskt liv.[källa behövs] Sedan starten har organisationen spenderat var som helst mellan 3,5 miljoner dollar och 5 miljoner dollar för att uppnå sina mål.
Organisationen påstår sig ha över 3 000 "bekräftade" rapporter om UFO-observationer av piloter och över 4 000 bevis på vad de beskriver som "landningsspår". Detta hänvisar till incidenter där UFO:n förmodligen har lämnat efter sig spår, till exempel elektromagnetiska spår, avtryck i marken, efter landning. Organisationen använder sig av "Rapid Mobilization Investigative Teams" med målet att anlända till landningsplatser så snabbt som möjligt. CSETI har definierat ett protokoll för mänskligt initierad kontakt med UFO:n med hjälp av meditation.
1993 grundade han Disclosure Project, ett forskningsprojekt med mål att avslöja allmänhetens påstådda kunskap om UFO:n, utomjordisk intelligens och avancerade energi- och framdrivningssystem. Disclosure Project grundades i ett försök att bevilja amnesti till regeringstjänstemän som är villiga att bryta mot deras säkerhetsed genom att dela insiderkunskap om UFO:n. Greer säger att han gav en briefing till CIA-direktören James Woolsey vid en middag, även om Woolsey har uttalat att han lyssnade artigt.
I oktober 1994 medverkade Greer i Larry Kings TV-special The UFO Coverup?. 1995 arbetade Greer som läkare vid avdelningen för akutmedicin vid Caldwell Memorial Hospital, där han var ordförande.
1997 gjorde Greer, tillsammans med andra medlemmar av CSETI, inklusive Apollo-astronauten Edgar Mitchell, en presentation för medlemmar av USA:s kongress. År 1998 gav Greer upp sin karriär som läkare, för att istället arbeta med the Disclosure Project.
I maj 2001 höll Greer en presskonferens vid National Press Club i Washington med 20 personer som arbetat vid flygvapnet, Federal Aviation Administration och underrättelsetjänster.
Greer har skrivit boken Unacknowledged: En exponering av världens största hemlighet (2017), som samma år spelades in som dokumentärfilm, med titeln Unacknowledged och Michael Mazzola som regissör.

## Sirius
2013 producerade Greer Sirius, en dokumentär som beskriver sitt arbete och hypoteser angående utomjordiskt liv, regeringsmörkning och närkontakt av femte graden. Filmen var regisserad av Amardeep Kaleka och berättades av Thomas Jane och täcker Greers bok från 2006 Hidden Truth, Forbidden Knowledge. Filmen hade premiär den 22 april 2013 i Los Angeles, Kalifornien, och innehåller intervjuer från tidigare regerings- och militärtjänstemän.
Sirius skildrar ett 15,24 cm mänskligt skelett, känt som Atacama-skelettet, och har bilder och ett DNA-test av skelettet. Genetiska bevis visade att det var mänskligt, med genetiska markörer som finns i ”inhemska kvinnor från den chilenska regionen i Sydamerika”. Centrets chef som gjorde analysen sade att ”det är ett intressant medicinskt mysterium för en olycklig människa med en serie födelsedefekter som för närvarande […] genetiken inte är uppenbar.”

## Andra dokumentärer om Steven Greers arbete
2017 producerades dokumentärfilmen Unacknowledged och 2020 kommer nära möten av femte slaget: Kontakt har börjat kommer att produceras.